# 帕里山
帕里山（英語：Mount Parry）是南極洲的山峰，位於帕默群島的布拉班特島中部，海拔高度2,520米，名字取自英國皇家海軍船長，該山峰受南極條約體系管理。
64°16′S 62°25′W / 64.267°S 62.417°W